# Вайскугель
Вайскуґель (нім. Weißkugel, італ. Palla Bianca) — друга за висотою гора в Ецтальських Альпах і третя за висотою гора в Австрії. Лежить на кордоні Австрії та Італії. Вкрита льодовиком.
Сходження Йозефа Антона Шпехта з Відня з провідниками Леандром та Никодимом Кльотц із Зельдена у 1861 році вважається першим в історії гори. Однак в особистих записах ерцгерцога Йоганна Баптиста Австрійського про свою екскурсію через Нідерйох із Зельдена до Сеналеса у липні 1846 року (опубліковані у 1903) йдеться, що його провідники, Йоганн Ґуршлер та Йозеф Вайттгальм із Сеналеса здійснили сходження на гору влітку перед тим.

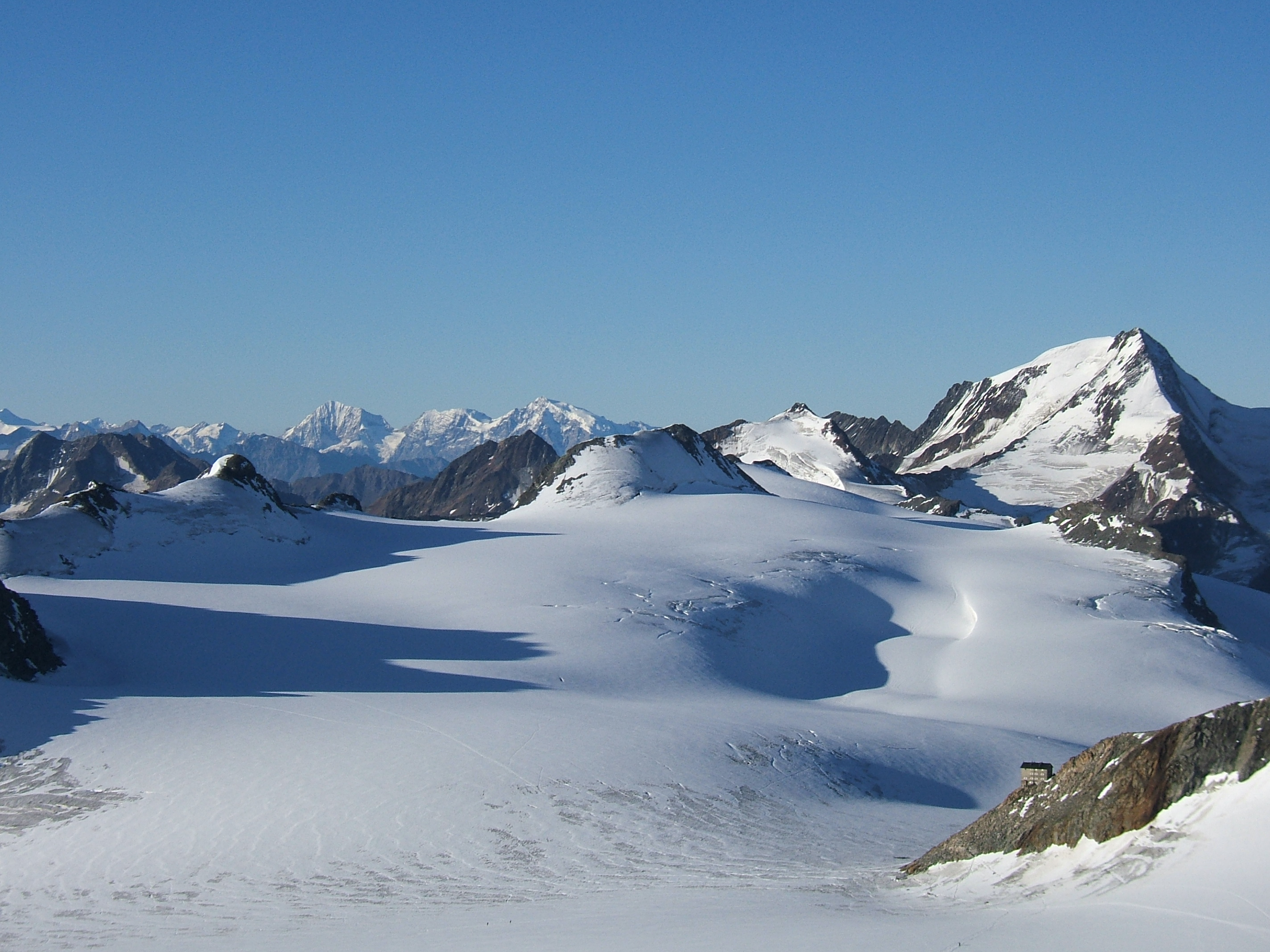
Брандербурґер-Гаус (праворуч на передньому плані) та Вайскуґель (праворуч на задньому плані), сфотографовані з Флюхткоґеля. Удалині — Кенігшпітце, Монте Дзебру та Ортлер